# Bóng chuyền tại Đại hội Thể thao châu Á 1958
Bóng chuyền là cuộc thi dành cho nam tổ chức tại Đại hội Thể thao châu Á 1958 ở sân bóng chuyền ngoài trời Komazawa, Tokyo, Nhật Bản.

## Bảng huy chương

### Bóng chuyền
| Nội dung | Vàng | Bạc | Đồng |
| -------- | --- | --- | --- |
| Nam      | Nhật Bản (JPN) · Tomoyoshi Sakahashi · Masahiro Yoshida · Tadanao Koizumi · Motoo Maruya · Yutaka Demachi · Nobuhide Sato · Shoichi Mukai · Yoshikazu Tsuda · Toshio Kawamura · Kaoru Noguchi · Tsutomu Koyama · Masashi Fukagawa | Iran (IRI) · Abdolmonem Kamal · Siavash Farrokhi · Mahmoud Adl · Mohammad Sharifzadeh · Hossein Ali Amiri · Esmaeil Ashtari · Abbas Tehrani · Kamal Pourhashemi | Ấn Độ (IND) · T. P. Padmanabhan Nair · Bharatan Nair · Raman Raman · Abdur Rahman · T. R. Arunchalam · Gurdev Singh · S. L. Gupta · S. K. Sheikuchan |

### Bóng chuyền chín phía
| Nội dung | Vàng | Bạc | Đồng |
| -------- | --- | --- | --- |
| Nam      | Nhật Bản (JPN) · Nobuo Kasahara · Takamitsu Mizuno · Mitsuhiro Kobayashi · Mitsugu Yasuda · Yoshiaki Matsunaga · Ikko Nishida · Masahiro Shigeta · Masaru Tsukamoto · Katsuhito Toyofuku · Masami Tachiki · Kiyoshi Nishihara · Yosuke Tajima · Yasutaka Matsudaira · Ryoji Ishizone · Rikio Takahashi | Hàn Quốc (KOR) · Kwak Dong-pal · Kim Young-kwan · Park Ji-kook · Park Jin-kwan · Seo Yun-chol · Seo Jong-cheon · Son Young-wan · Oh Man-heung · Oh Jae-wol · Yu Jeong-woong · Yun Heon-sik · Jang Kyung-hwan | Trung Hoa Dân Quốc (ROC) · Tseng Fu-chang · Lee Cheng-wei · Liu Wen-chan · Kung Chi-lin · Chen Ching-sung · Lee Yu-pang · Chen Wen-yung · Wang Tso-keng · Huang Chao-lu · Lee Yu-i · Ni Wo-tang · Kuo Chun-lu · Yeh Chung · Pei Jui-yuan · Hsieh Tien-hsing |

## Bảng huy chương
| 1    | Nhật Bản (JPN)           | 2 | 0 | 0 | 2 |
| 2    | Iran (IRI)               | 0 | 1 | 0 | 1 |
| 2    | Hàn Quốc (KOR)           | 0 | 1 | 0 | 1 |
| 4    | Ấn Độ (IND)              | 0 | 0 | 1 | 1 |
| 4    | Trung Hoa Dân Quốc (ROC) | 0 | 0 | 1 | 1 |
| Tổng | Tổng                     | 2 | 2 | 2 | 6 |

## Kết quả

### Bóng chuyền
|      |             | Điểm | Trận đấu | Trận đấu | Set | Set | Set   | Điểm | Điểm | Điểm  |
| Hạng | Đội         | Điểm | T        | B        | T   | B   | Tỷ lệ | T    | B    | Tỷ lệ |
| ---- | ----------- | ---- | -------- | -------- | --- | --- | ----- | ---- | ---- | ----- |
| 1    | Nhật Bản    | 8    | 4        | 0        | 12  | 2   | 6.000 |      |      |       |
| 2    | Iran        | 7    | 3        | 1        | 9   | 6   | 1.500 | 203  | 178  | 1.140 |
| 3    | Ấn Độ       | 6    | 2        | 2        | 8   | 6   | 1.333 | 190  | 154  | 1.234 |
| 4    | Philippines | 5    | 1        | 3        | 6   | 11  | 0.545 |      |      |       |
| 5    | Hồng Kông   | 4    | 0        | 4        | 2   | 12  | 0.167 | 129  | 199  | 0.648 |

| Ngày       |             | Điểm |             | Set 1 | Set 2 | Set 3 | Set 4 | Set 5 | Tổng  |
| ---------- | ----------- | ---- | ----------- | ----- | ----- | ----- | ----- | ----- | ----- |
| 25 tháng 5 | Hồng Kông   | 0–3  | Ấn Độ       | 10–15 | 12–15 | 13–15 |       |       | 35–45 |
| 25 tháng 5 | Philippines | 2–3  | Iran        | 12–15 | 15–13 | 15–8  | 13–15 | 2–15  | 57–66 |
| 26 tháng 5 | Hồng Kông   | 0–3  | Nhật Bản    | 4–15  | 1–15  | 4–15  |       |       | 9–45  |
| 27 tháng 5 | Hồng Kông   | 2–3  | Philippines | 15–13 | 7–15  | 15–6  | 13–15 | 11–15 | 61–64 |
| 27 tháng 5 | Ấn Độ       | 1–3  | Iran        | 14–16 | 11–15 | 15–9  | 8–15  |       | 48–55 |
| 28 tháng 5 | Hồng Kông   | 0–3  | Iran        | 9–15  | 9–15  | 6–15  |       |       | 24–45 |
| 28 tháng 5 | Nhật Bản    | 3–1  | Philippines |       |       |       |       |       |       |
| 30 tháng 5 | Ấn Độ       | 3–0  | Philippines | 15–3  | 15–9  | 15–1  |       |       | 45–13 |
| 30 tháng 5 | Nhật Bản    | 3–0  | Iran        | 19–17 | 15–12 | 15–8  |       |       | 49–37 |
| 31 tháng 5 | Nhật Bản    | 3–1  | Ấn Độ       | 16–14 | 15–13 | 5–15  | 15–10 |       | 51–52 |

### Bóng chuyền chín phía
|      |                    | Điểm | Trận đấu | Trận đấu | Set | Set | Set   | Điểm | Điểm | Điểm  |
| Hạng | Đội                | Điểm | T        | B        | T   | B   | Tỷ lệ | T    | B    | Tỷ lệ |
| ---- | ------------------ | ---- | -------- | -------- | --- | --- | ----- | ---- | ---- | ----- |
| 1    | Nhật Bản           | 8    | 4        | 0        | 12  | 0   | MAX   |      |      |       |
| 2    | Hàn Quốc           | 7    | 3        | 1        | 9   | 7   | 1.286 |      |      |       |
| 3    | Trung Hoa Dân Quốc | 6    | 2        | 2        | 6   | 6   | 1.000 |      |      |       |
| 4    | Hồng Kông          | 5    | 1        | 3        | 5   | 9   | 0.556 |      |      |       |
| 5    | Philippines        | 4    | 0        | 4        | 2   | 12  | 0.167 |      |      |       |

| Ngày       |                    | Điểm |                    | Set 1 | Set 2 | Set 3 | Set 4 | Set 5 | Tổng   |
| ---------- | ------------------ | ---- | ------------------ | ----- | ----- | ----- | ----- | ----- | ------ |
| 25 tháng 5 | Nhật Bản           | 3–0  | Philippines        | 21–15 | 21–14 | 21–13 |       |       | 63–42  |
| 26 tháng 5 | Hồng Kông          | 3–0  | Philippines        | 23–21 | 21–14 | 21–19 |       |       | 65–54  |
| 26 tháng 5 | Trung Hoa Dân Quốc | 0–3  | Hàn Quốc           | 16–21 | 16–21 | 18–21 |       |       | 50–63  |
| 27 tháng 5 | Nhật Bản           | 3–0  | Trung Hoa Dân Quốc | 21–16 | 21–10 | 21–13 |       |       | 63–39  |
| 28 tháng 5 | Hàn Quốc           | 3–2  | Hồng Kông          |       |       |       |       |       |        |
| 29 tháng 5 | Trung Hoa Dân Quốc | 3–0  | Philippines        |       |       |       |       |       |        |
| 29 tháng 5 | Nhật Bản           | 3–0  | Hàn Quốc           |       |       |       |       |       |        |
| 30 tháng 5 | Trung Hoa Dân Quốc | 3–0  | Hồng Kông          | 21–13 | 21–19 | 21–10 |       |       | 63–42  |
| 31 tháng 5 | Hàn Quốc           | 3–2  | Philippines        | 21–18 | 22–20 | 17–21 | 19–21 | 21–18 | 100–98 |
| 31 tháng 5 | Nhật Bản           | 3–0  | Hồng Kông          | 21–13 | 21–14 | 21–17 |       |       | 63–44  |